# دانيال بيلكناب
دانيال بيلكناب (بالإنجليزية: Daniel Belknap)‏ هو ملحن أمريكي، ولد في 9 فبراير 1771، وتوفي في 3 أكتوبر 1815.

## وصلات خارجية
- دانيال بيلكناب على موقع ميوزك برينز (الإنجليزية)
- دانيال بيلكناب على موقع ديسكوغز (الإنجليزية)